# Signe Shaka

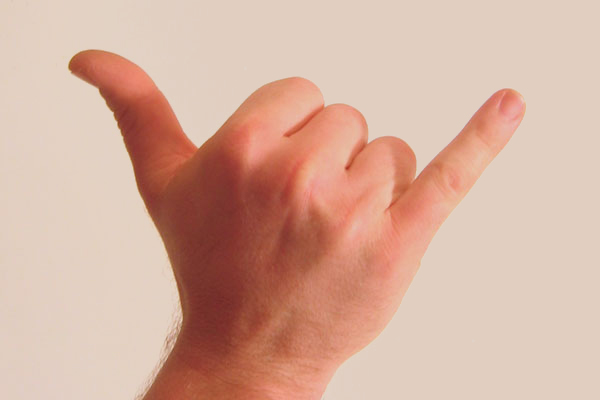
El signe Shaka és una salutació típica de la cultura del surf.

El signe Shaka és un gest típic de salutació associat amb Hawaii i la cultura del surf i que es va popularitzar a mitjan segle xx.
Es fa estenent el dit polze i el dit petit mentre els altres es mantenen tocant el palmell de la mà per a saludar. De vegades es mou la mà d'un costat a l'altre per emfatitzar el gest. Per a definir-ne el significat, els surfers utilitzen paraules com "Hola", "gràcies", "All Right", "See You", "pau", "Adéu", "Cuida't" o "Chill Out".
Diverses persones populars han utilitzat aquest signe. El jugador de futbol Ronaldinho el fa servir per a celebrar els gols. El lluitador professional Samoa Joe (EUA, 1979), fa servir el signe després d'entrar al ring. El polític populista de mitjans del segle XX de Honolulu Frank Fasi el va adoptar com a símbol en la seva campanya electoral.

## Origen
La teoria més estesa atribueix el gest a Kalili Hamana de Laie (18 de juny de 1882 - 17 de desembre de 1958), que va perdre els tres dits del mig de la mà dreta mentre treballava en una central de sucre a Kahuku. A partir d'aquell moment el van nomenar guàrdia de seguretat al tren de sucre de sucre que va entre Sunset Beach i Kaawa, i el signe que feia per mostrar que la situació era tranquil·la es diu que amb el pas del temps es va convertir en el signe Shaka.